# Bargala
Bargala (łac. Diœcesis Bargalensis) – stolica historycznej diecezji w Cesarstwie Rzymskim (prowincja Macedonia), współcześnie w Grecji. Jedynym wzmiankowanym biskupem jest Dardeniusz (V w.). Od 1925 katolickie biskupstwo tytularne, wakujące od 1959.

## Biskupi tytularni
| Lp. | Biskup                | Od               | Do              |
| --- | --------------------- | ---------------- | --------------- |
| 1   | Ivan Josip Tomazic    | 8 czerwca 1928   | 27 czerwca 1933 |
| 2   | Gorgon Brandsma MHM   | 11 lipca 1933    | 20 czerwca 1935 |
| 3   | José da Rocha Noronha | 17 kwietnia 1936 | 7 lipca 1938    |
| 4   | Joseph Marcadé        | 10 lipca 1938    | 7 maja 1959     |